# Порт-Ареа
Порт-Ареа — район города Манила. Это полностью намывные земли, занятые южной гаванью Манилы и комплексом Baseco Compound. Он граничит на севере с рекой Пасиг, напротив районов Тондо и Сан-Николас, на западе с Манильским заливом, на востоке с Интрамуросом, разделенным Радиальной дорогой 1, и на юге с Эрмитой. Послевоенные события в южной гавани Манилы в конечном итоге проложили путь для миграции людей из разных провинций, что сделало его одним из крупнейших городских бедных районов на Филиппинах.

## Барангаи
Район Порт-Ареа состоит из 5 барангаев, пронумерованных 649, 650, 651, 652 и 653. В барангае 649 находится Инженерный остров, ныне неофициально известный как Baseco Compound. Остров считается одним из крупнейших городских районов бедняков на Филиппинах. Все барангаи портовой зоны (барангаи с 649 по 653) принадлежат к зоне 68 города Манилы.